# العلاقات الناميبية الناوروية
العلاقات الناميبية الناوروية هي العلاقات الثنائية التي تجمع بين ناميبيا وناورو.

## مقارنة بين البلدين
هذه مقارنة عامة ومرجعية للدولتين:
| وجه المقارنة                                              | ناميبيا      | ناورو                          |
| --------------------------------------------------------- | ------------ | ------------------------------ |
| المساحة (كم2)                                             | 825.62 ألف   | 21                             |
| عدد السكان (نسمة)                                         | 2.53 مليون   | 10.08 ألف                      |
| الكثافة السكانية (ن./كم²)                                 | 3.06         | 48.00 ألف                      |
| العاصمة                                                   | ويندهوك      | ضاحية يارين                    |
| اللغة الرسمية                                             | لغة إنجليزية | اللغة الناورونية، لغة إنجليزية |
| العملة                                                    | دولار ناميبي | دولار أسترالي                  |
| الناتج المحلي الإجمالي (بليون دولار)                      | 13.24 مليار  | 113.88 مليون                   |
| الناتج المحلي الإجمالي (تعادل القوة الشرائية) بليون دولار | 25.60 مليار  | 162.98 مليون                   |
| الناتج المحلي الإجمالي الاسمي للفرد دولار أمريكي          | 4.67 ألف     | 9.83 ألف                       |
| الناتج المحلي الإجمالي للفرد دولار أمريكي                 | 9.96 ألف     |                                |
| مؤشر التنمية البشرية                                      | 0.628        |                                |
| رمز المكالمات الدولي                                      | +264         | +674                           |
| رمز الإنترنت                                              | .na          | .nr                            |
| المنطقة الزمنية                                           | ت ع م+02:00  | ت ع م+12:00                    |

## منظمات دولية مشتركة
يشترك البلدان في عضوية مجموعة من المنظمات الدولية، منها:
| علم المنظمة | اسم المنظمة                                 | تاريخ انضمام ناميبيا | تاريخ انضمام ناورو |
| ----------- | ------------------------------------------- | -------------------- | ------------------ |
|             | منظمة حظر الأسلحة الكيميائية                | ?                    | ?                  |
|             | الأمم المتحدة                               | 23 أبريل 1990        | 14 سبتمبر 1999     |
|             | مجموعة دول أفريقيا والكاريبي والمحيط الهادئ | ?                    | ?                  |
|             | منظمة الشرطة الجنائية الدولية               | ?                    | ?                  |
|             | يونسكو                                      | 2 نوفمبر 1978        | 17 أكتوبر 1996     |
|             | الاتحاد البريدي العالمي                     | ?                    | ?                  |
|             | دول الكومنولث                               | ?                    | ?                  |
|             | الاتحاد الدولي للاتصالات                    | 25 يناير 1984        | 10 يونيو 1969      |